# Lellingeria suspensa
Lellingeria suspensa är en stensöteväxtart som först beskrevs av Carolus Linnaeus, och fick sitt nu gällande namn av Alan Reid Smith och R. C. Moran. Lellingeria suspensa ingår i släktet Lellingeria och familjen Polypodiaceae. Inga underarter finns listade.